# Jezioro Srebrne
Jezioro Srebrne, česky Stříbrné jezero, je jezero v ohbí slepého ramena Stara Odra veletoku Odra v jižním Polsku. Nachází se na území vesnice Januszkowice ve gmině Zdzieszowice v okrese Krapkowice v Opolském vojvodství v mezoregionu Ratibořská kotlina a v historickém regionu Horní Slezsko.

## Historie a popis místa
Jezioro Srebrne, které má plošnou rozlohu cca 18 ha, je částečně vzniklé pozůstatkem meandrování řeky Odra a částečně také pozůstatkem těžby písku. Těžbu zde prováděla společnost Kopalnia Surowców Mineralnych w Opolu. S rozvojem sportování na jezeře je spojeno jméno Kapitána Jan Płonky. Jezero je využíváno pro četné vodní sporty, rybářství, sezónní pláže, sportoviště, ubytování, kempování, rekreování, půjčování lodí, jízdy na koních, včetně restaurace Marina na břehu jezera aj. Zajímavostí je také zdejší venkovní tobogán, který je největší v Opolském vojvodství.

## Další informace
Místo je celoročně volně přístupné.

## Galerie

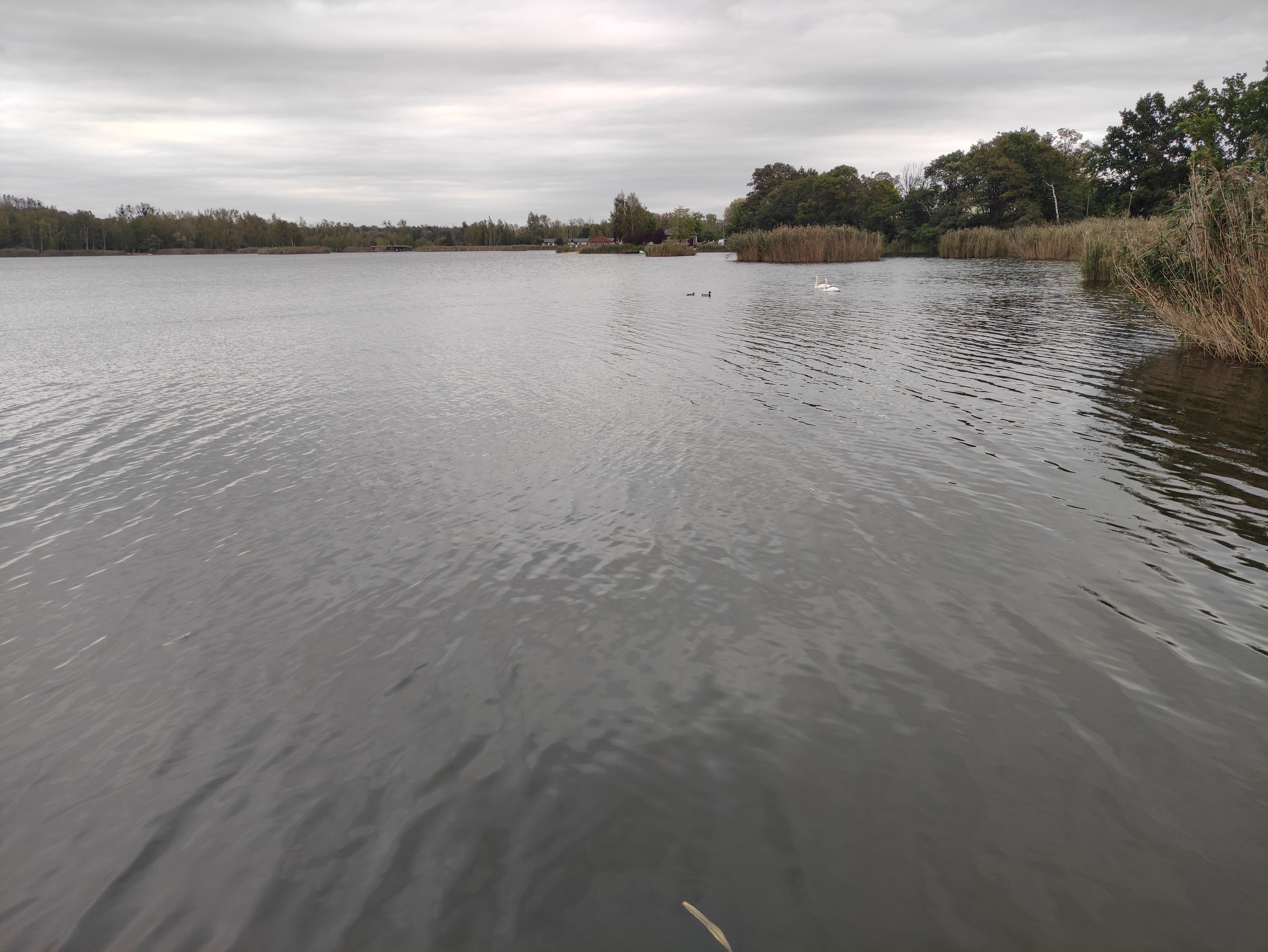
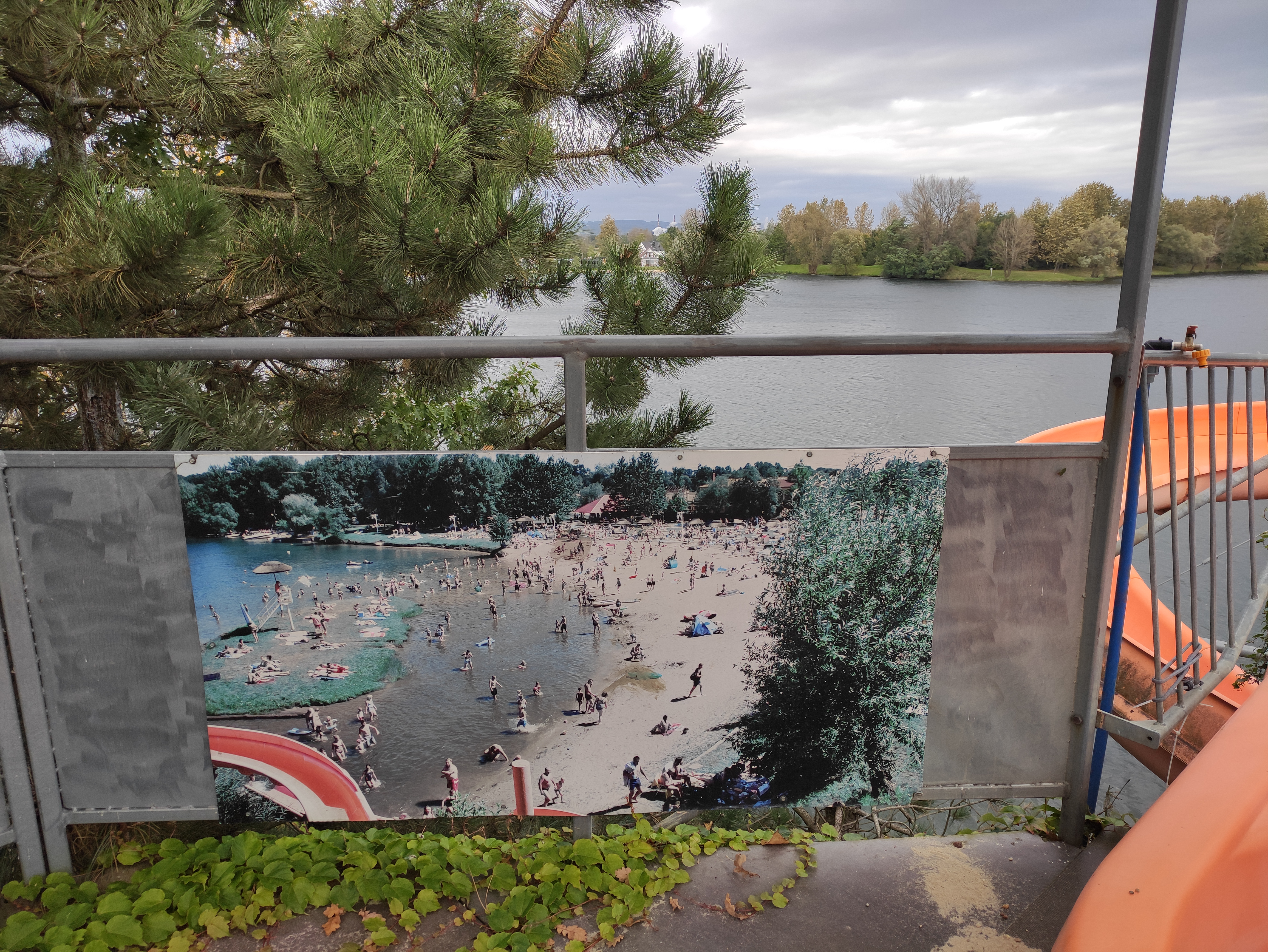
Informační panel
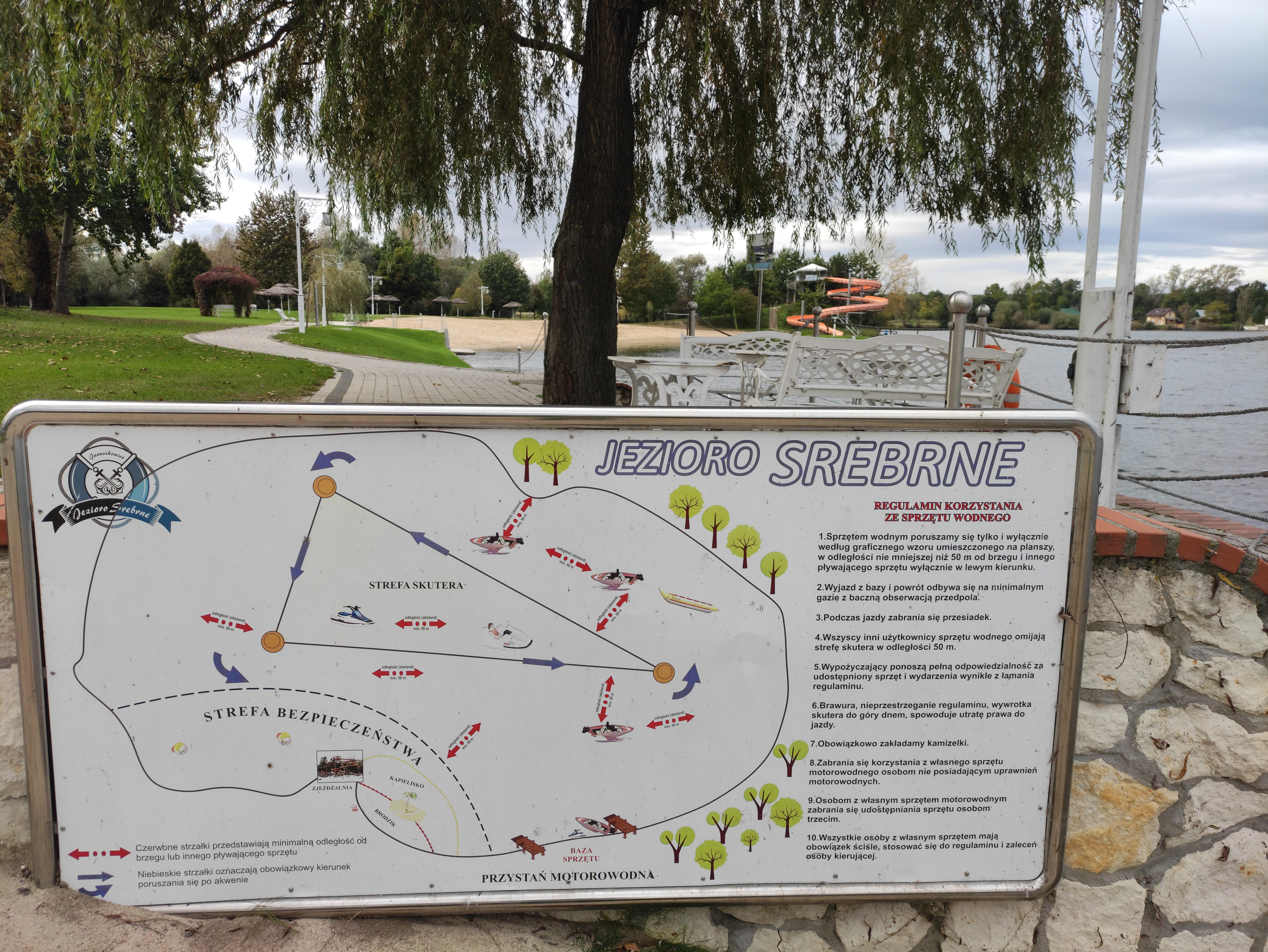